# Juan Alonso Espinosa de los Monteros
Juan Alonso Espinosa de los Monteros y Aliaga, nació en Cádiz, España. Fue designado como gobernador del Tucumán por el rey Felipe V el  5 de noviembre de 1740, ocupando ese cargo hasta 1749.

## Gobierno del Tucumán (1743-1749)
Asumió como gobernador en Santiago del Estero el 13 de abril de 1743. Durante su mandato, se creó el cargo de primer teniente de rey en la provincia, con funciones exclusivamente militares. Continuó la guerra en el Chaco iniciada por sus predecesores, realizando un conjunto de campañas contra varios grupos indígenas.
Las fuerzas españolas de ataque estuvieron dirigidas por los maestres de campo Félix Arias y Francisco de la Barreda y Sanmartín. Con sus triunfos devolvieron tranquilidad a los españoles. Luego de vencer a los indígenas con una extenuante campaña, el gobernador fundó el “Fuerte San José” en Santiago del Estero. Más tarde, también en Salta y Jujuy debió luchar contra los tobas y mocovíes que lanzaban continuos malones contra los poblados de esos territorios.
La sublevación de los abipones durante este período fue cruenta y llegó a asolar las proximidades de Córdoba. Este levantamiento estuvo encabezado por su jefe, el cacique Benavídes, quienes atacaban y asaltaban a los convoyes que se dirigían desde Córdoba a Buenos Aires, a Santa Fe o al Alto Perú. 
Espinosa logró finalmente un destacable acuerdo con el cacique Benavídez para el establecimiento de la primera reducción a cargo de la orden jesuita. La misma fue levantada en 1749 a unas 160 leguas de la ciudad de Santiago del Estero.